# Seftigen (district)
Seftigen is een voormalig district in het kanton Bern met hoofdplaats Seftigen. Het district omvatte 26 gemeenten op 189 km². Het werd opgeheven eind 2019.
| gemeentenaam        | inwonersaantal (31/12/2005) | oppervlakte (km²) |
| ------------------- | --------------------------- | ----------------- |
| Belp                | 9565                        | 17,6              |
| Belpberg            | 382                         | 5,7               |
| Burgistein          | 1047                        | 7,5               |
| Gelterfingen        | 249                         | 3,5               |
| Gerzensee           | 984                         | 7,8               |
| Gurzelen            | 765                         | 4,5               |
| Jaberg              | 258                         | 1,3               |
| Kaufdorf            | 904                         | 2,1               |
| Kehrsatz            | 3709                        | 4,4               |
| Kienersrüti         | 51                          | 0,8               |
| Kirchdorf           | 849                         | 6,1               |
| Kirchenthurnen      | 263                         | 1,3               |
| Lohnstorf           | 208                         | 1,8               |
| Mühledorf           | 238                         | 2,3               |
| Mühlethurnen        | 1322                        | 2,9               |
| Niedermuhlern       | 518                         | 7,2               |
| Noflen              | 252                         | 2,7               |
| Riggisberg          | 1964                        | 7,7               |
| Rüeggisberg         | 1909                        | 35,7              |
| Rümligen            | 454                         | 4,7               |
| Rüti bei Riggisberg | 412                         | 22,2              |
| Seftigen            | 2057                        | 3,9               |
| Toffen              | 2390                        | 4,9               |
| Uttigen             | 1743                        | 3,0               |
| Wald                | 1102                        | 13,3              |
| Totaal (26)         | 36.276                      | 189,4             |

Aarberg · Aarwangen · Bern · Biel · Büren · Burgdorf · Courtelary · Erlach · Fraubrunnen · Frutigen · Interlaken · Konolfingen · Laupen · Moutier · La Neuveville · Nidau · Niedersimmental · Oberhasli · Obersimmental · Saanen · Schwarzenburg · Seftigen · Signau · Thun · Trachselwald · Wangen